# Mentos

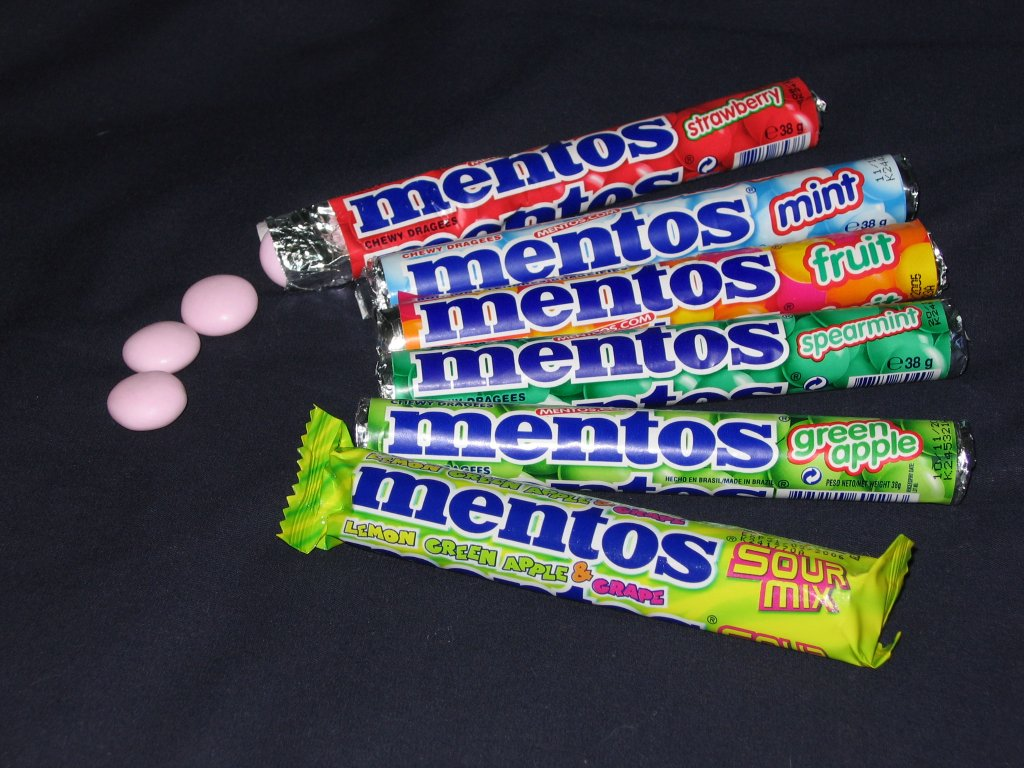
Mentos i olika smaker.

Mentos är ett tuggbart godis som tillverkas och saluförs av Perfetti Van Melle Corporation med huvudkontor i Italien.
Slogan av Mentos är 'who says no to Mentos?'
Tabletterna är ovalformade, cirka 2 cm breda och 6 mm tjocka, med ett hårt skal och mjukt innanmäte. Mentos i rulle innehåller socker, stärkelsesirap, härdat vegetabiliskt fett, geleringsmedel (E 414, E 418), emulgeringsmedel, aromämnen och vissa smaker även färgämnen och citronsyra.
Smakvarianter varierar mellan länder. I Sverige finns Mentos i smakerna mint, Air action (mintsmak), strongmint, spearmint, apelsin, jordgubb, citron, lime, cola, (salt)lakrits, grapefrukt, vattenmelon, vindruva, tuttifrutti och jordgubb/lakrits – dock säljs enbart mint, jordgubb/lakrits, tuttifrutti och cola som separata förpackningar, de övriga hittar man i blandförpackningarna Frukt, Mintensity, Duo eller Rainbow. 
Tillverkningen sker i Breda, Nederländerna.
Mentos skapades i Nederländerna 1932 av bröderna Michael och Pierre van Melle. Originalsmaken var pepparmint. 1973 kom nya smaker, kanel och mentol i USA samt mintdragéer med fruktsmak i Europa. 2001 slogs det holländska företaget Melle ihop med italienska Perfetti. År 2014 säljs Mentos i fler än 150 länder.

## Mentos och läskutbrott
Mentos används även i experiment. Om man släpper en Mentos-tablett i en flaska med lightdryck så sprutar skum ut genom flaskhalsens hål i form av en så kallad "läskgejser". Om man hinner skruva på korken och sedan slänger flaskan i marken kan den flyga flera meter upp i luften.